# Scherma ai Giochi della XVII Olimpiade
Le gare di scherma ai giochi della XVII Olimpiade si tennero dal 29 agosto al 10 settembre 1960 al Palazzo dei Congressi di Roma; le specialità furono fioretto maschile e femminile, spada maschile e sciabola maschile.
Ogni specialità previde la prova individuale e a squadre, per un totale di otto tornei, sei maschili e due femminili.
In particolare, i tornei di fioretto si tennero dal 29 agosto al 3 settembre, quelli di spada dal 5 al 9 settembre e quelli di sciabola dal 7 al 10 settembre.

## Eventi
| Arma     | Uomini      | Uomini    | Donne       | Donne     | Totale |
| Arma     | Individuale | A squadre | Individuale | A squadre | Totale |
| -------- | ----------- | --------- | ----------- | --------- | ------ |
| Spada    | ■           | ■         | N/D         | N/D       | 2      |
| Fioretto | ■           | ■         | ■           | ■         | 4      |
| Sciabola | ■           | ■         | N/D         | N/D       | 2      |
| Totale   | 3           | 3         | 1           | 1         | 8      |

## Podi

### Uomini
| Evento                          | Oro | Argento                                                                                               | Bronzo                                                                                                  |
| Spada                           | | | |
| Spada individuale (dettagli)    | Giuseppe Delfino                                                                                              | Allan Jay                                                                                             | Bruno Habārovs                                                                                          |
| Spada a squadre (dettagli)      | Italia Edoardo Mangiarotti Giuseppe Delfino Carlo Pavesi Alberto Pellegrino Fiorenzo Marini Gianluigi Saccaro | Regno Unito Allan Jay Michael Howard John Pelling Bill Hoskyns Ray Harrison Michael Alexander         | Unione Sovietica Guram Kostava Bruno Habārovs Arnol'd Černuševič Valēntin Čēṙnikov Aleksandr Pavlovskij |
| Fioretto                        | | | |
| Fioretto individuale (dettagli) | Viktor Ždanovič                                                                                               | Jurij Sisikin                                                                                         | Albert Axelrod                                                                                          |
| Fioretto a squadre (dettagli)   | Unione Sovietica Viktor Ždanovič Jurij Sisikin Mark Midler German Svešnikov Jurij Rudov                       | Italia Edoardo Mangiarotti Luigi Carpaneda Alberto Pellegrino Mario Curletto Aldo Aureggi             | Squadra Unificata Tedesca Jürgen Brecht Timothäus Gerresheim Eberhard Mehl Jürgen Theuerkauff           |
| Sciabola                        | | | |
| Sciabola individuale (dettagli) | Rudolf Kárpáti                                                                                                | Zoltán Horváth                                                                                        | Wladimiro Calarese                                                                                      |
| Sciabola a squadre (dettagli)   | Ungheria Aladár Gerevich Rudolf Kárpáti Pál Kovács Zoltán Horváth Gábor Delneky Tamás Mendelényi              | Polonia Jerzy Pawłowski Wojciech Zabłocki Marian Kuszewski Ryszard Zub Andrzej Piątkowski Emil Ochyra | Italia Wladimiro Calarese Giampaolo Calanchini Pierluigi Chicca Mario Ravagnan Roberto Ferrari          |

### Donne

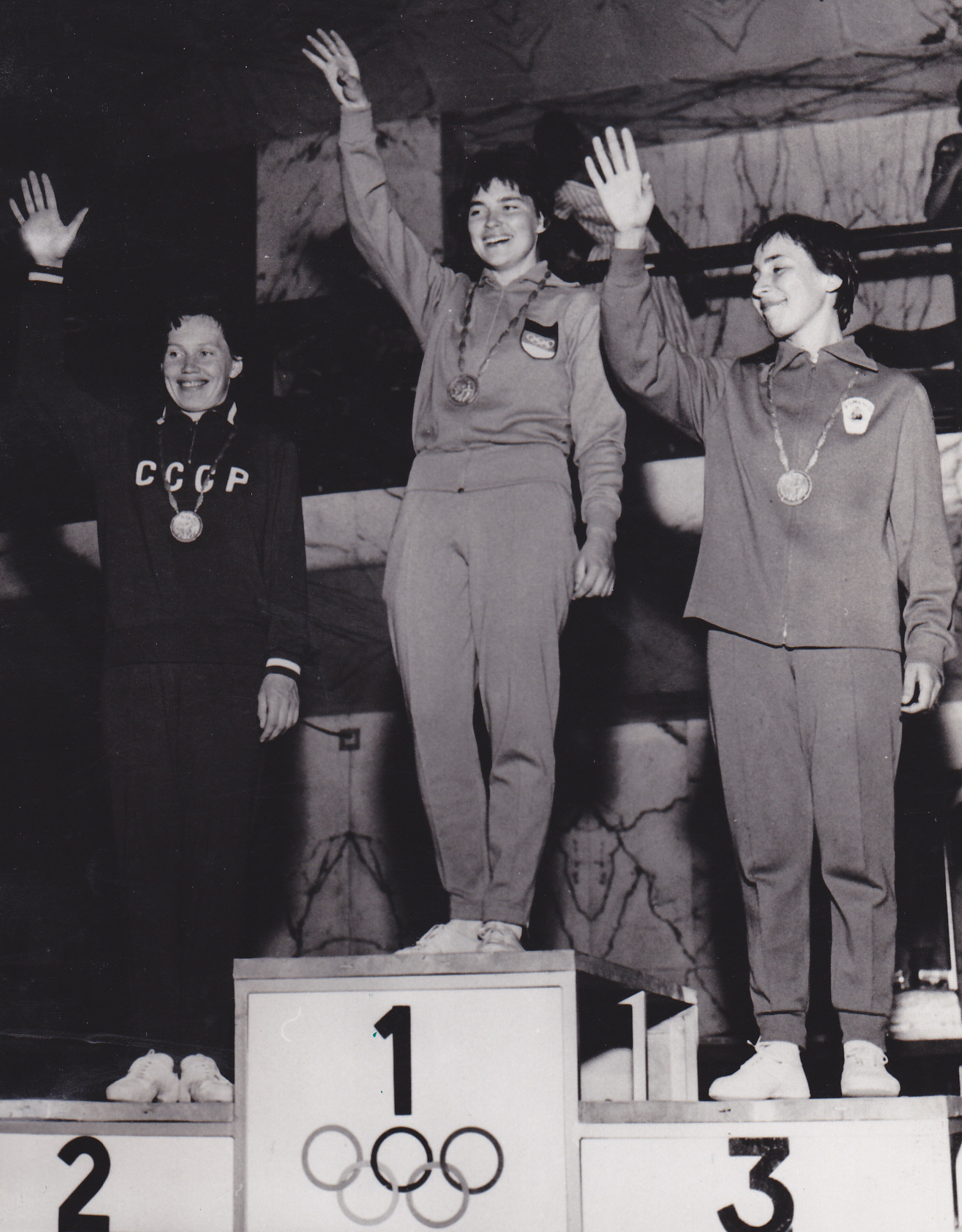
Il podio: da sinistra Valentina Rastvorova, Heidi Schmid e Maria Vicol

| Evento                          | Oro | Argento | Bronzo                                                                                             |
| Fioretto                        | | | |
| Fioretto individuale (dettagli) | Heidi Schmid | Valentina Rastvorova | Maria Vicol                                                                                        |
| Fioretto a squadre (dettagli)   | Unione Sovietica Valentina Rastvorova Galina Gorochova Tat'jana Petrenko Ljudmila Šišova Valentina Prudskova Aleksandra Zabelina | Ungheria Ildikó Rejtő-Ujlaki-Sági Györgyi Marvalics-Székely Magdolna Nyári-Kovács Katalin Juhász-Nagy Lídia Dömölky-Sákovics | Italia Antonella Ragno-Lonzi Irene Camber Velleda Cesari Bruna Colombetti-Peroncini Claudia Pasini |

## Medagliere
| Posizione | Paese                     |   |   |   | Totale |
| --------- | ------------------------- | - | - | - | ------ |
| 1         | Unione Sovietica          | 3 | 2 | 2 | 7      |
| 2         | Ungheria                  | 2 | 2 | 0 | 4      |
| 3         | Italia                    | 2 | 1 | 3 | 6      |
| 4         | Squadra Unificata Tedesca | 1 | 0 | 1 | 2      |
| 5         | Regno Unito               | 0 | 2 | 0 | 2      |
| 6         | Polonia                   | 0 | 1 | 0 | 1      |
| 7         | Stati Uniti               | 0 | 0 | 1 | 1      |
| 7         | Romania                   | 0 | 0 | 1 | 1      |
| Totale    | Totale                    | 8 | 8 | 8 | 24     |